# Station de métro

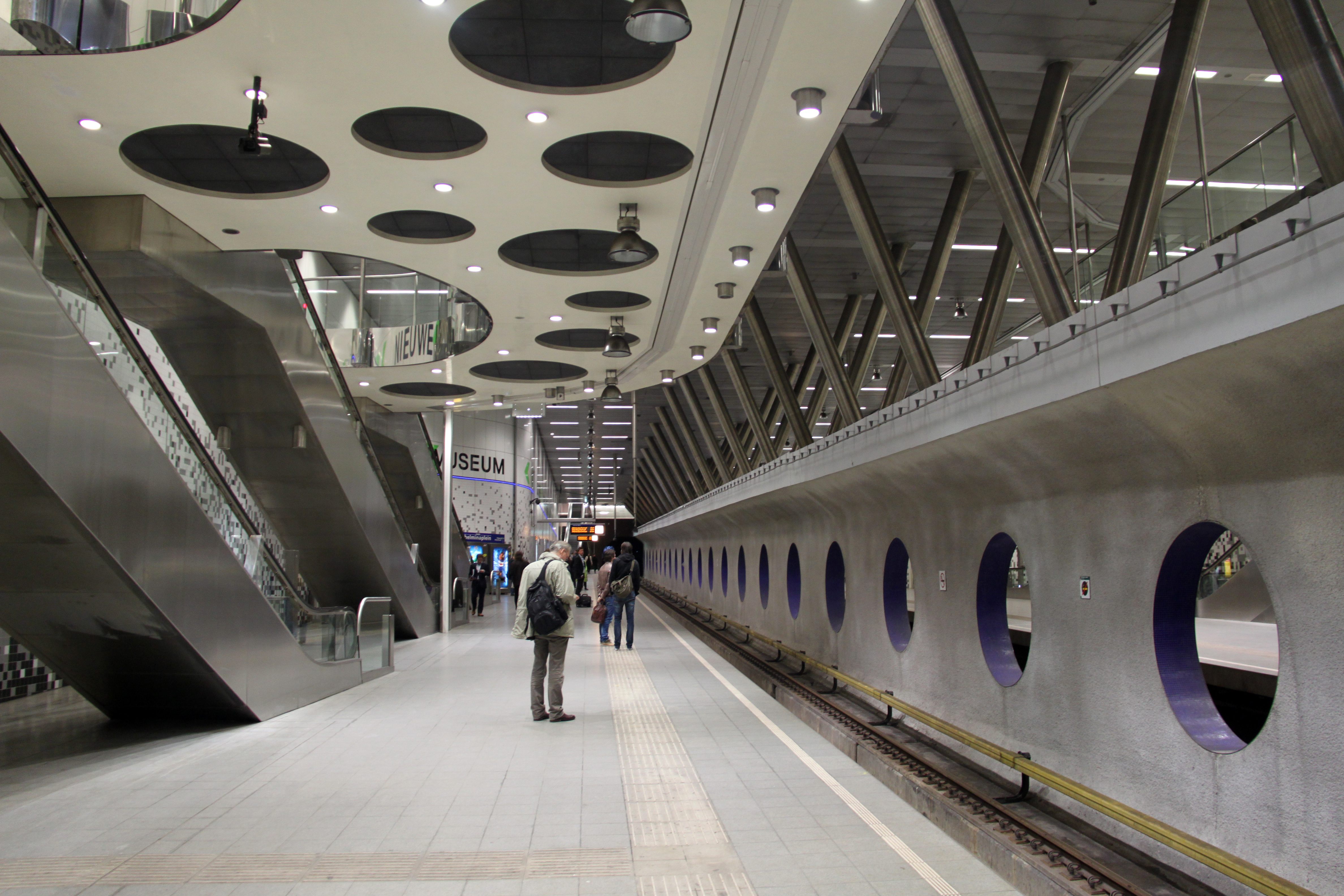
Station Wilhelminaplein du métro de Rotterdam.

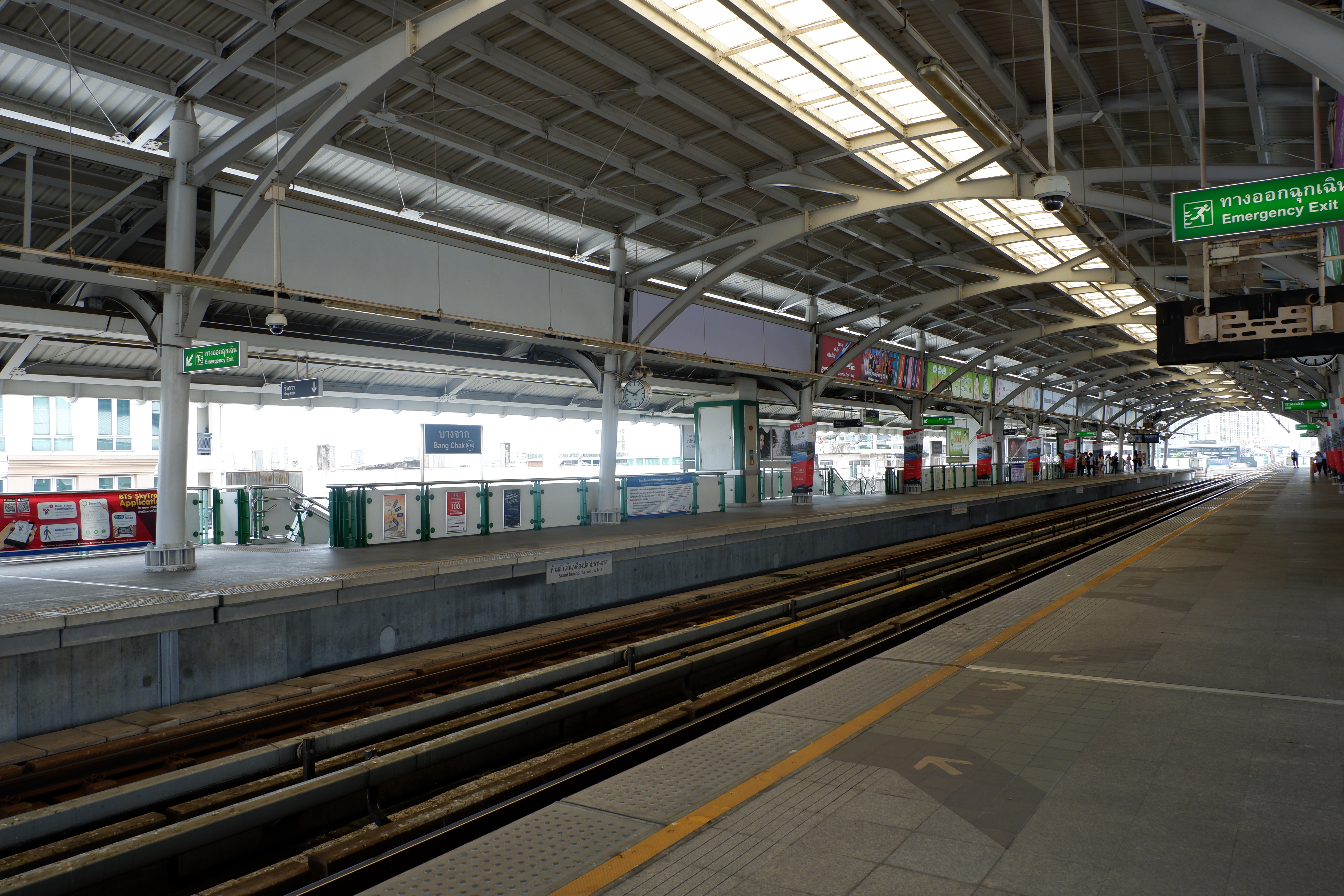
Quais de la station aérienne Bang Chak du métro de Bangkok.

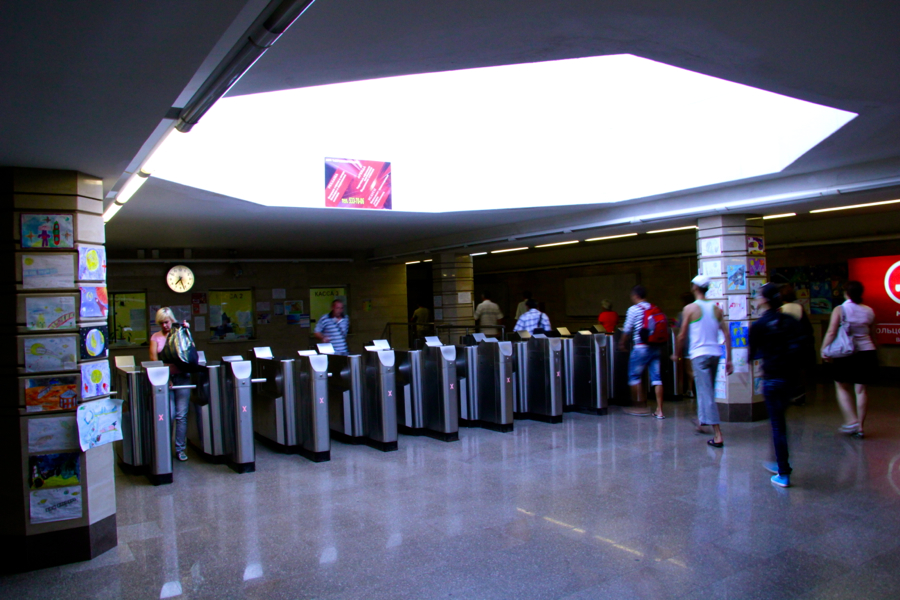
Contrôles automatiques de la station :Kremlevskaya du Métro de Kazan.

Une station de métro est un point d'arrêt défini sur un réseau de métro permettant la descente et l'accès des voyageurs à une rame de métro. Elle peut être souterraine ou aérienne, parfois située au niveau de la chaussée. Il s'agit de l'équivalent d'une gare ferroviaire pour un tel réseau.

## Caractéristiques
Une station de métro est rarement établie au niveau de la chaussée : la station est, selon le cas, souterraine ou aérienne, surélevée par rapport à la rue.
L'entrée d'une station se fait par l'intermédiaire d'une ou de plusieurs bouches de métro, d'une salle de vente et de contrôle des billets et l'accès aux quais  est réalisé par l'intermédiaire d'escaliers, d'ascenseurs ou de rampes d'accès. 
Comme la plupart des réseaux de métros se trouvent dans un environnement clos, le contrôle de l'accès aux stations qui s'en trouve facilité est souvent renforcé par des portillons d'accès.
Dans le cas de station de correspondance où chaque ligne dispose de stations distinctes, celles-ci communiquent entre elles par des couloirs qui permettent aux usagers de ne pas sortir du métro et conserver ainsi la validité de leur titre de transport.
Pour signaler la présence d'une station, le logo de la compagnie de métro peut être présent au niveau des rues accompagné du nom de la ligne et de la station, il est situé en hauteur, pour être aperçu de loin. 
Elles comportent généralement :
- un ou plusieurs guichet et/ou distributeur automatique délivrant des titres de transport ;
- une ou plusieurs salles où sont contrôlés les billets des voyageurs, le plus souvent par des appareils automatiques.
- des couloirs et escaliers, éventuellement mécaniques, reliant la rue à la salle des billets, et la salle des billets aux quais, conçus pour permettre le déplacement d'un nombre important de voyageurs de manière fluide et sans croisement de flux  ;
- un ou plusieurs quais surélevés donnant accès aux rames de métro ;
- un ou plusieurs panneaux d'information (plans, informations tarifaires, etc.) ;
- un affichage dynamique d'horaires de passage des rames (avec éventuellement leur destination) ;
- un système de sonorisation.
- un ou plusieurs bancs ;
- éventuellement des boutiques d'articles divers pour la commodité des voyageurs.

Sur les quais, notamment dans les réseaux métropolitains les plus récents, ceux-ci sont équipés de portes palières les séparant des voies et qui sont destinées à prévenir tant les accidents que les suicides tout en facilitant la régularité de la ligne.
Les quais comme les longs couloirs des métros sont aussi devenus des vitrines des campagnes de publicité privées comme celles des autorités publiques. Cela permet d’atteindre un large public au vu du nombre de personnes qui y passent chaque jour.